# Campeonato Europeo de Triatlón de 2020
El XXXVI Campeonato Europeo de Triatlón se iba a celebrar en Tartu (Estonia) entre el 28 y el 30 de agosto de 2020 bajo la organización de la Unión Europea de Triatlón (ETU) y la Federación Estonia de Triatlón. Pero debido a la pandemia de COVID-19 el evento fue cancelado.